# Alberto del Bono
Alberto del Bono (Golese, 21 settembre 1856 – Roma, 26 luglio 1932) è stato un ammiraglio e politico italiano.

## Biografia
Entrato in marina nel 1873, percorse brillantemente tutti i gradi della carriera navale. Comandante dal 18 dicembre 1906 al 13 aprile 1908 della regia nave Ettore Fieramosca, incrociatore protetto di 2ª classe, l'incarico gli valse un elogio per lo stazionamento nelle acque atlantiche. Passato al comando della corazzata Regina Elena il 21 settembre 1908 con la quale nel dicembre dello stesso si distinse nell'organizzazione dei soccorsi per il terremoto di Messina, periodo in cui ebbe modo di collaborare e stringere amicizia con gli allora capitani di vascello Umberto Cagni, comandante della corazzata Napoli e Paolo Thaon di Revel, comandante della R.N. Vittorio Emanuele.
Promosso contrammiraglio il 19 febbraio 1911, fu membro del Consiglio superiore di Marina dal 16 marzo al 6 settembre 1911, fu quindi nominato comandante della Regia accademia navale di Livorno il 6 settembre 1911, incarico che tenne sino al 14 aprile 1914 durante il quale partecipò alla campagna di Libia con la divisione navale d'istruzione composta dalle navi Flavio Gioia (sede del suo comando), Amerigo Vespucci ed Etna.
Promosso viceammiraglio nel 1914, divenne vicepresidente del Consiglio superiore della Marina dal 14 aprile 1914 all'11 gennaio 1915 e posto anche come comandante in capo del Dipartimento e della piazza marittima di Spezia dal 1914, quindi segretario generale del Ministero della Marina dal 1º luglio 1916 al 17 luglio 1917, fu nominato ministro della marina del Regno d'Italia per i governi Boselli (17 luglio - 29 ottobre 1917) e Orlando (30 ottobre 1917 - 23 giugno 1919), indi senatore del Regno d'Italia (nomina: 10 ottobre 1917, convalida nomina: 25 ottobre 1917, giuramento: 26 ottobre 1917).
Dal 1919 al 1921 fu comandante del Dipartimento marittimo del Basso Tirreno a Napoli e presidente del Consiglio superiore di Marina; lasciato il servizio attivo nel 1921 si occupò di siderurgia in qualità di consigliere di amministrazione della società Metallurgica Bresciana già Tempini, divenendo infine presidente dell'Aero Espresso Italiana, la prima società di linea esercente servizi di aviazione civile, costituita nel 1923 ma operativa dal 1926. Alberto del Bono morì a Roma il 26 luglio 1932.